# Stefano Bazoli
Stefano Bazoli (Brescia, 4 dicembre 1901 – 1º settembre 1981) è stato un avvocato, politico e antifascista italiano.

## Biografia
Nato a Brescia il 4 dicembre 1901 dall'avv. Luigi Bazoli, che fu uno dei protagonisti del movimento cattolico bresciano tra la fine dell'Ottocento e i primi decenni del secolo scorso, Stefano Bazoli si laurea in Giurisprudenza all'Università degli Studi di Padova, per poter seguire nella professione le orme del papà.
Nel 1929 si sposa con Bice Folonari, che muore prematuramente soltanto 4 anni dopo, a seguito di un'infezione contratta per essersi punta con la spina di una rosa. Quella gravissima perdita, che costituisce il dramma della sua intera esistenza, segna una dolorosa nota nella sua evoluzione spirituale, accentuando il suo naturale distacco riflessivo. 
La vicenda politica in quegli anni è dominata dall'avvento del fascismo, dal quale egli per scelta consapevole è tra i primi a prendere le distanze, divenendo ben presto un centro di riferimento per gli oppositori al regime. Questa resistenza spirituale si prolunga naturalmente nella Resistenza vera e propria durante gli ultimi anni della guerra, in coerenza con le sue valutazioni morali e politiche. Arrestato per alcuni giorni per attività antifascista, è costretto a nascondersi per un anno con la famiglia in una cascina della Valtrompia presso Costorio. Ma nonostante il rischio egli trasforma la sua casa in una centrale da cui vanno e vengono i maggiori personaggi della Resistenza bresciana. In quella situazione matura definitivamente in Stefano Bazoli la passione politica che lo porta nel 1946 ad essere deputato all'assemblea Costituente. È successivamente rieletto nella prima legislatura repubblicana dal 1948 al 1953. Nel 1953, non più ripresentato candidato dalla DC, esce in silenzio, con grande dignità, anche se con enorme amarezza, dall'attività politica pubblica. Riprende la sua professione di avvocato ritrovando una crescente ragione di impegno civile. È per anni membro del Consiglio nazionale forense, consulente di privati e di istituzioni. Nel 1959 promuove a Brescia gli Incontri di cultura, con inviti alle più diverse personalità della cultura italiana, nel tentativo di ricreare una concordia civile paragonabile a quella della Resistenza. L'iniziativa suscita vivaci polemiche nel mondo cattolico, ma resta uno dei fatti culturali salienti del dopoguerra bresciano. Stabilisce una lunga e solida amicizia con don Primo Mazzolari, col quale intrattiene anche un significativo e duraturo scambio epistolare.
Muore a Brescia il 1 settembre 1981.